# 千葉孝胤
千葉 孝胤（ちば のりたね）は、室町時代中期から戦国時代初期にかけての武将。千葉輔胤（岩橋輔胤）の嫡男。
生没年には諸説あり、嘉吉3年5月2日（1443年5月30日）生まれ、嘉吉3年7月18日（1443年8月13日）生まれ、文安元年（1444年）生まれともされる。永正2年8月19日（1505年9月26日）に没したとも言われている。

## 生涯

### 千葉氏当主就任（僭称）への経緯
享徳の乱の最中に康正元年（1455年）11月に着陣した東常縁に追われ、原胤房は逐電し、馬加康胤とその子胤持も討ち取られたが、千葉氏嫡流の千葉実胤には下総を掌握するだけの力が無く、東常縁も応仁の乱で美濃国の所領問題を機に文明元年（1469年）4月に帰京し、文明3年（1471年）には宗祇に古今伝授を行っている。
その為、印東庄岩橋村（現在の千葉県印旛郡酒々井町）付近を領有した岩橋氏（輔胤は馬加康胤の庶子を自称）が千葉氏当主を自称した。また、室町幕府は古河公方足利成氏を鎌倉からは追放はしたものの討伐するだけの力が無かったので、孝胤は成氏側に付き勢力拡大を図り、この系統も千葉氏と呼ばれている。

### 孝胤と享徳の乱
孝胤は文明3年頃に父輔胤が出家したため家督を継く（この時に初めて千葉氏当主を自称したともされる）。同年3月、孝胤らの古河公方側は堀越公方足利政知を討つべく、伊豆国三島へ兵を進めた。
当初政知の元にはわずかな手勢しかなかったが、山内上杉家の軍と合流したことで勢いを盛り返し、退却した孝胤らの軍勢は散々に叩かれ壊滅状態となった。さらに、4月には山内上杉家の家宰の長尾景信が下野国足利庄を攻略、6月24日に古河城が陥落した。この為成氏は行き場を失い孝胤の領内に留まることとなった。
文明4年（1472年）2月に孝胤、結城氏広、那須資実らの援助を受けて古河城を奪還し成氏は古河に戻った。そしてその後、文明8年（1476年）には山内上杉家の家宰を叔父の長尾忠景に継承させたことに怒り、上杉顕定に背いて武州鉢形城（現在の寄居町鉢形）に走った長尾景信の嫡男長尾景春が成氏側に付いたこともあり、抗争は次第に全面対決の様相を見せ始めた（長尾景春の乱）。なお、この時期の孝胤の本拠地は平山城（現在の千葉県千葉市緑区）と考えられており、成氏も平山に滞在していたと考えられている。
これに危惧した成氏と山内上杉家および扇谷上杉家の和議が進められた。しかし和議が整うと孝胤は千葉氏当主を自称できなくなり、景春と共に和議に反対し、名目上は成氏を主君としながらも古河城への帰城は阻止する方針を固めた。文明5年（1473年）には長崎城（千葉県流山市）を築城して本拠地を移している。
そして、室町幕府と古河公方・山内上杉家・扇谷上杉家の和議が整い、造反勢力は景春と孝胤らのみとなり、幕府が千葉氏当主と認めた千葉自胤（実胤の弟）の、太田道灌の支援を背景にした追討を受けることとなった。文明10年（1478年）12月10日には境根原合戦で大敗、長崎城を維持できなくなった孝胤は軍勢をまとめて退却し臼井城（現在の佐倉市臼井田）に籠城したが、文明11年（1479年）7月15日に臼井城は落城し、下総・上総の大半は自胤に制圧された。
この時の孝胤の行動については定かではないが、落城の混乱にまぎれて行方をくらまし、父の拠点であった印東庄岩橋村に戻ったとされるが、近年では小篠塚城（現在の佐倉市）が根拠地であるとする説が有力であり、なお同城を拠点して自胤と争ったと推定されている。一方、文明16年（1484年）頃に築城されたとされる本佐倉城に際して何の問題が生じていない（臼井城が自胤・道灌側に奪われたままとすれば、紛糾の一因になる）ことから、孝胤の下総の一部地域の支配は認められていたと考えられる（ただし、道灌も孝胤を牽制するために馬橋城を築城している）。
また、下総・上総の将士に孝胤を支持する動きが根強かったのも事実であり、彼らの支援を受けられなかった自胤も同地に代官を置いたのみでの長期的支配を確立する事が出来ず、文明14年（1482年）の室町幕府と成氏の和議、その4年後に太田道灌が暗殺されると、自胤は後ろ盾を失って下総における支配を失ったまま明応3年（1493年）の死去に至ったと推定される。以後、武蔵千葉氏側の下総への侵攻は発生しておらず、結果的に古河公方を奉じる立場を保持した孝胤の下総千葉領支配が確立したと見るのが通説である。
こうして享徳の乱は終焉を迎えたが、応仁の乱に端を発した戦乱は止まる所を知らず、戦国時代の幕が開けようとしていた。

### 晩年
その後、孝胤は岩橋村に近い本佐倉城（現在の酒々井町）を築城して下総支配の根拠とした。延徳4年（1492年）2月15日、父が亡くなった為出家、後を子の勝胤が継いだ。ただし、実権は依然として孝胤が握っていたとされている（ただし、別の解釈もある。後述）。文亀から永正年間にかけて、古河公方足利政氏が千葉氏を攻撃したが、勝胤とともに本佐倉城をよく守って和議に持ち込んだ（篠塚陣）。永正2年8月19日（1505年9月26日）、孫の昌胤の元服前に亡くなったとされるが、それから16年後の永正18年8月19日（1521年9月19日）に没したともされ、没年は定かではない。

## 逸話
- 篠塚陣での戦いの和議の席において、古河公方の使者が千葉氏の実権を握っていた孝胤に対して、勝胤に古河公方から一字拝領を受けることを勧めた。これに対して孝胤は千葉氏の当主は代々千葉妙見宮で元服して籤で一字を定めるので不要と答えた。それならば、次男に一字拝領をと勧められたが、これも「次男は嫡男から一字拝領を受けるもの」だと答えて、拒絶した（『千学集抄』）。これは、馬加康胤を祖とする下総千葉氏が朝廷や室町幕府から正当な千葉氏当主と認められず、また、応仁の乱以後の朝廷・幕府の衰退や在倉制の崩壊によって関東公方に出仕することもなくなった下総千葉氏は仰ぐべき明確な主君を持たなくなった。このため、当主の権威を一族の精神的な支えであった妙見信仰に求めるとともに、下総国主として地元に根づいた下総千葉氏の姿を示した逸話と言える[4]。ただし、この逸話について勝胤の嫡男・昌胤の元服に際しての一字拝領であるとする黒田基樹の説がある。また、黒田は永正元年に原胤隆が娘婿の木内胤治を「誅殺」する事件を起こすなどこの時期に千葉氏家臣の誅殺が相次いでいることに着目した上で、長享の乱に関連して扇谷上杉氏に味方する千葉孝胤・原胤隆と古河公方・山内上杉氏に味方する千葉勝胤の間で内乱が発生し、孝胤が当主として常輝（法名）名義での文書を発給し、勝胤が足利政氏の援助を仰いだことで篠塚陣の戦いが始まったとしている。なお、永正5年に山内上杉氏の勝利が確定していることから、最終的には父子間の和睦が成立したとみられている[5]。